# Montagnac (Gard)
Montagnac is een gemeente in het Franse departement Gard (regio Occitanie) en telt 136 inwoners (1999). De plaats maakt deel uit van het arrondissement Nîmes.

## Geografie
De oppervlakte van Montagnac bedraagt 9,0 km², de bevolkingsdichtheid is 15,1 inwoners per km².

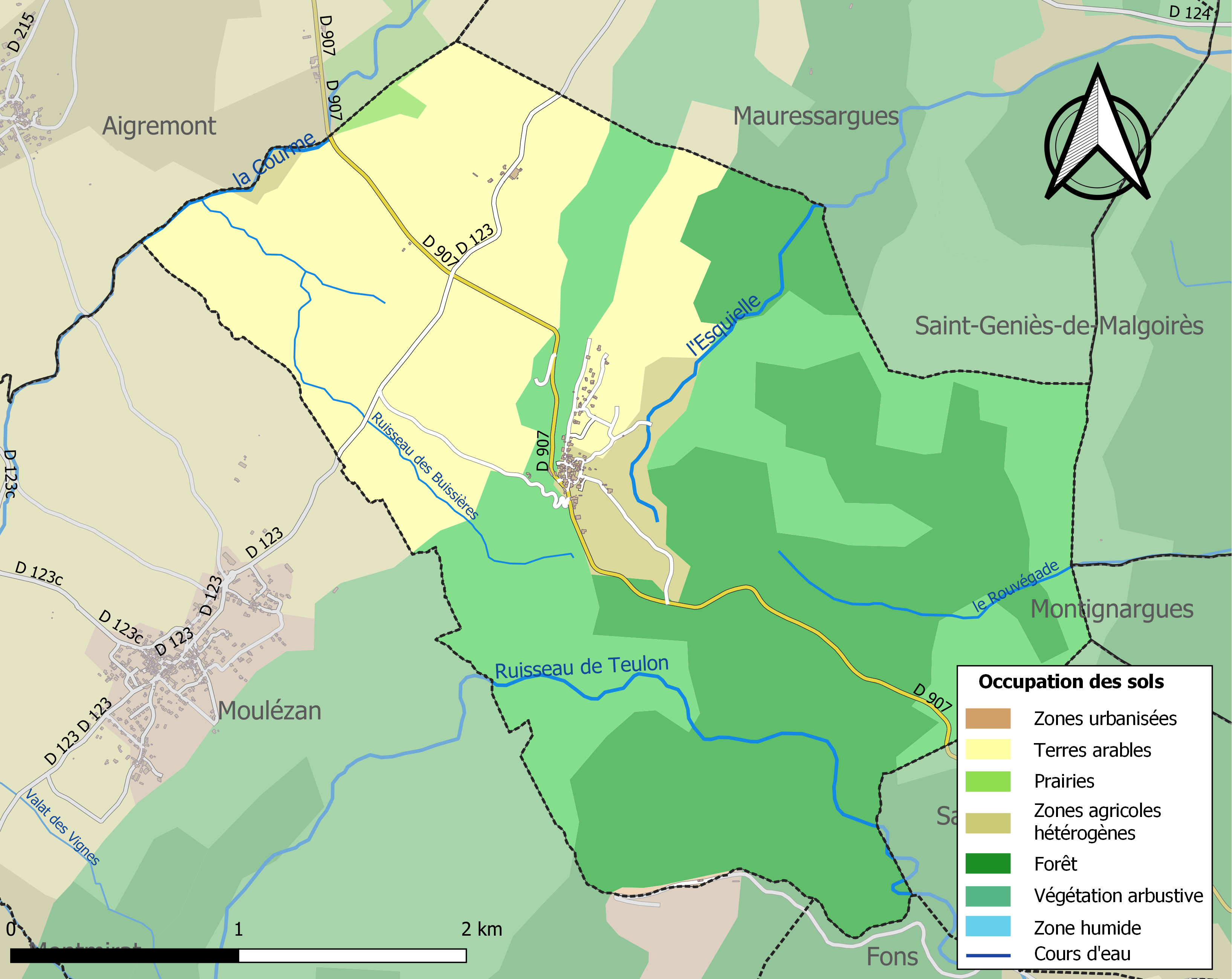
Kaart van de gemeente met de belangrijkste infrastructuur, bodemgebruik en omliggende gemeenten

## Demografie
Onderstaande figuur toont het verloop van het inwonertal (bron: INSEE-tellingen).